# Золотий долар

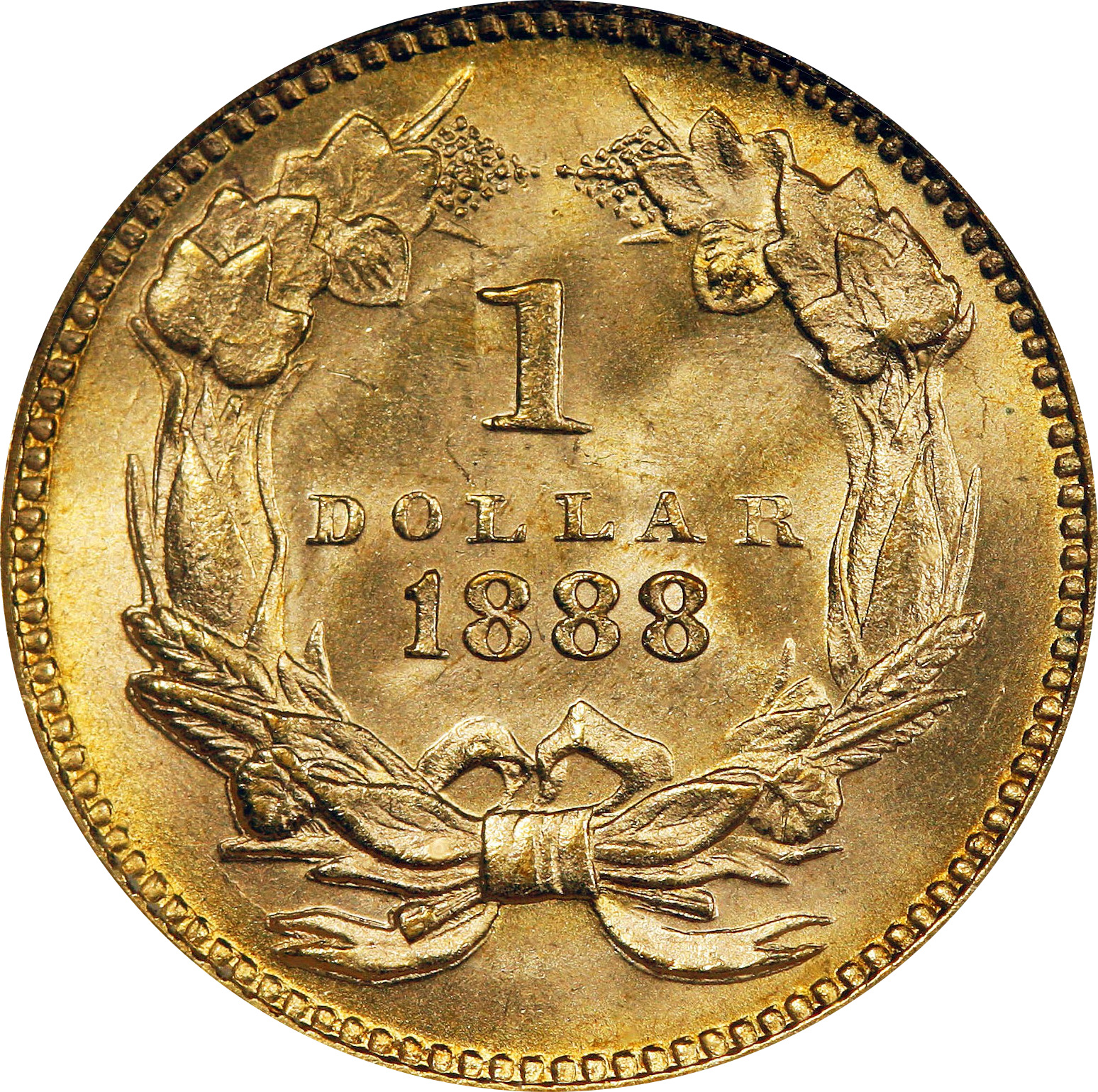
Реверс ІІ і ІІІ типу: вінок з сільськогосподарських культур

Золотий долар (англ. Gold dollar) — золота монета США, карбувалася у 1849—1889 роках. Монета була дуже незручною в обігу — вона була найдрібнішою не лише серед золотих, але й взагалі серед монет США дрібних номіналів у центах. Монета поділяється на три типи.

## Історія

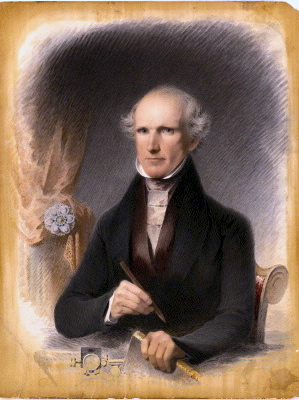
Джеймс Лонгакр (1794—1869)
Головний гравер Монетного двору США. Був автором цілої серії монет США ХІХ століття.

Поява золотого долара бере свій початок більш ніж за десятиліття до закону від 3 березня 1849 року, після золотої лихоманки в Кароліні в 1830-х. Раптова поява золота примушує Уряд США, зробити кілька змін в карбуванні монет країни. Золоті монети стали випускатися в значно більших кількостях, а також були відкриті нові монетні двори в Шарлотті і Далонезі виключно для виробництва золотих монет. Приблизно в цей же час, в США стали випускатися перші золоті долари, але не з боку Уряду. Крістофер Бечтлер, німецький іммігрант, ювелір за професією, скористався золотою лихоманкою, переплавляючи добуте золото в монети. Він почав пропонувати цю послугу на початку 1830 років у Північній Кароліні, а до 1840 років справив понад 2,2 мільйонів доларів у золотих монетах. Майже половина з цього була у формі золотих доларів.
У той час дії Бечтлера були абсолютно законними, але його успіх привернув увагу Уряду США. Було запропоновано членами Уряду, щоб Монетний двір США взяв участь у цьому новому прибутковому підприємстві й почав карбування своїх власних золотих доларів. У 1836 році Конгрес уповноважив Монетний двір США на випуск монет, але директор Монетного двору Роберт Паттерсон виступив проти цієї ідеї. Однак у 1849 році все змінилося. Нова золота лихоманка в Каліфорнії викликала попит на виробництво золотих монет. Директор Паттерсон знову заперечував, але не зміг переконати Конгрес. Закон від 3 березня 1849 дозволяв виробництво не тільки золотих доларів, але й іншої нової монети, подвійного орла.

### «Великий скарб Кентуккі»
У 2023 році фермер зі штату Кентуккі, копаючи на своєму полі, виявив схованку з понад 700 монетами часів громадянської війни. «Великий скарб Кентуккі», як його назвали у ЗМІ, включав сотні золотих монет США, датованих між 1840 і 1863 роками й на додаток кілька срібних монет. Компанія Numismatic Guaranty Corporation засвідчила справжність монет для продажу на аукціоні GovMint і повідомила, що 95% скарбу складається із золотих доларів. Найрідкіснішою з усіх була золота монета 1863 року номіналом у 20 доларів США. На думку археолога й дослідника конфліктів Райана Мак-Натта з університету Південної Джорджії, враховуючи період часу та розташування Кентуккі, яке на той час було нейтральним, цілком можливо, що це була хованка напередодні рейду конфедерата Джона Ганта Моргана з червня по липень 1863 року.

## Карбування
Монета карбувалася на монетних дворах Філадельфії, Далонеги, Шарлотта, Нового Орлеану і Сан-Франциско.
Позначки монетних дворів розташовувалися під вінком на реверсі.
- Відсутня — монетний двір Філадельфії
- C — монетний двір Шарлотта
- S — монетний двір Сан-Франциско
- O — монетний двір Нового Орлеану
- D — монетний двір Далонеги

## Тираж

### І тип (1849—1854)
- 1849 (відкритий вінок) 688.567
- 1849 (закритий вінок) (тираж не відомий)
- 1849 (відкритий вінок) 11.634
- 1849 (закритий вінок) (тираж не відомий)
- 1849D 21.588
- 1849O 215.000
- 1850 481.953
- 1850C 6.996
- 1850D 8.382
- 1850O 14.000
- 1851 3.317.671
- 1851C 41.267
- 1851D 9.882
- 1851O 290.000
- 1852 2.045.351
- 1852C 9.434
- 1852D 6.360
- 1852O 140.000
- 1853 4.076.051
- 1853C 11.515
- 1853D 6.583
- 1853O 290.000
- 1854 855.502
- 1854D 2.935
- 1854S 14.632

### ІІ тип (1854—1856)
- 1854 783.943
- 1855 758.269
- 1855 °C 9.803
- 1855 D 1.811
- 1855 O 55.000
- 1856 S 24.600

### ІІІ тип (1856—1889)
- 1856 1.762.936
- 1856 D 1.460
- 1857 774.789
- 1857 °C 13.280
- 1857 D 3.533
- 1857 S 10.000
- 1858 117.995
- 1858 D 3.477
- 1858 S 10.000
- 1859 168.324
- 1859 °C 5.235
- 1859 D 4.952
- 1859 S 15.000
- 1860 36.668
- 1860 D 1.566
- 1860 S 13.000
- 1861 527.499
- 1861 D (тираж невідомий)
- 1862 1.361.390
- 1863 6.250
- 1864 5.950
- 1865 3.725
- 1866 7.130
- 1867 5.250
- 1868 10.525
- 1869 5.925
- 1870 6.335
- 1870 S 3.000
- 1871 3.930
- 1872 3.530
- 1873 123.300
- 1874 198.820
- 1875 420
- 1876 3.245
- 1877 3.920
- 1878 3.020
- 1879 3.030
- 1880 1.636
- 1881 7.707
- 1882 5.125
- 1883 11.007
- 1884 6.236
- 1885 12.261
- 1886 6.016
- 1887 8.543
- 1888 16.580
- 1889 30.729

## Опис
Дизайн монети розроблений гравером Джеймсом Лонгакром поділявся на три типи.

### Аверс
І тип: зображення голови Свободи з діадемою на якій напис «LIBERTY», по колу з краю монети розміщено 13 зірок (кількість перших штатів). II тип: зображення голови Свободи з діадемою на якій напис «LIBERTY», по краю монети півколом напис-назва країни «UNITED STATES OF AMERICA», ІІІ тип: концепція дизайну аналогічна ІІ типу, з різницею — голова Свободи з дещо зміненими рисами і більшого розміру.

### Реверс
Вінок з двох олівкових гілок (І тип: 1849—1854 роки), або вінок з сільськогосподарських культур (ІІ і ІІІ типи: 1854—1889 роки), посеред якого позначення номіналу: «1 DOLLAR» і позначення року випуску, по краю монети півколом напис-назва країни «UNITED STATES OF AMERICA», на екземплярах ІІ і ІІІ типів цей напис відсутній.

## Джерело
- Нумізматичний сайт [Архівовано 18 квітня 2015 у Wayback Machine.]